# Cztery Szlachetne Prawdy
Cztery Szlachetne Prawdy (pāli. cattari arya sacchani; sanskr. catvari arya satyani) – to podstawa nauk buddyzmu. Pojawiają się one wielokrotnie w buddyjskich tekstach (np. Kanon Pālijski). Powstały w wyniku doświadczenia przez Buddę Śakjamuniego „Przebudzenia” (pāli. bodhi). Są one postrzegane przez buddyzm jako głęboka analiza psychologiczna rzeczywistości i metodologia postępowania, a nie zwykła filozofia. Dlatego też Budda mówił:

Te cztery Szlachetne Prawdy, o mnisi, są rzeczywiste, precyzyjne, nie inne. Dlatego też zwą się szlachetnymi prawdami

Ta nauka opiera się na słowach kazania dla Pięciu Ascetów, w Parku Gazeli (Sarnath), po „Przebudzeniu” Buddy. Kazanie to zwane jest „Kazaniem o Wprawieniu w Ruch Koła Dharmy”. W Culamalunkya Sutta ze zbioru Majjhima Nikaya, Budda wyjaśnia:

Dlaczego oznajmiłem [Cztery Szlachetne Prawdy]? Dlatego iż jest to korzystne, stanowi podstawę świątobliwego żywota, prowadzi do Wyzwolenia, do spokoju, zniszczenia [cierpienia], do bezpośredniej wiedzy, do Oświecenia, do Nirwany. Oto dlaczego oznajmiłem je.

Są to:
1. Pierwsza Szlachetna Prawda o Cierpieniu (pāli. dukkha ariya sacca; sanskr. arya duhkha satya)
2. Druga Szlachetna Prawda o Przyczynie Cierpienia (pāli. dukkha samudayo ariya sacca; sanskr. arya samudaya satya)
3. Trzecia Szlachetna Prawda o Ustaniu Cierpienia (pāli. dukkha nirodho ariya sacca; sanskr. arya nirodha satya)
4. Czwarta Szlachetna Prawda o Ścieżce Prowadzącej do Ustania Cierpienia (pāli. dukkha nirodha gāmini paṭipadā ariya sacca; sanskr. arya mârga satya)

Cztery Szlachetne Prawdy w połączeniu z Szlachetną Ośmioraką Ścieżką stanowią esencję nauki buddyjskiej, dlatego w buddyzmie kładzie się szczególny nacisk na ich prawidłowe zrozumienie i zrealizowanie.

## Pierwsza Szlachetna Prawda o Cierpieniu
Oto, o mnisi, Szlachetna Prawda o "duhkha" (cierpieniu):
| Narodziny są dukkha, starzenie się jest dukkha, śmierć jest dukkha; rozpacz, lament, ból i napięcie są dukkha; powiązanie z niechcianym jest dukkhą; rozłąka z upragnionym jest dukkha; nieosiągnięcie pożądanego jest dukkha. Pokrótce, pięć znikających zespołów jest dukkha. |

Słowo duhkha tłumaczone jest jako cierpienie. Oznacza ono jednak nie tylko takie rozumienie cierpienia, jakie znamy w kulturze Zachodu, lecz również coś bardziej subtelnego, związanego z samą egzystencją, jak np. cierpienie wynikające ze zmian (zmian nie tylko stanu emocjonalnego, mentalnego czy materialnego, ale też i duchowego – wszystko to odbywa się w ramach tzw. „samsary” czyli „wędrówki”), z połączenia z niemiłym lub rozłąki z miłym, lub brak możliwości zaspokojenia.
Istoty doświadczają cierpienia, ponieważ nie ma nic trwałego, wszystko przemija, również my, a więc i nasze iluzoryczne poczucie bezpieczeństwa, które próbujemy oprzeć na nietrwałych podstawach (np. na wyobrażeniu trwałego ja).
Iluzoryczność „ja” tworzy „pięć znikających zespołów” zwanych też „pięcioma skupiskami”, to „zespoły” tworzące istotę.
Ponieważ pięć skupisk lgnięcia wyznacza całą naszą egzystencję, logiczną konsekwencją tego ostatniego stwierdzenia jest wniosek, iż są one współodpowiedzialne za cierpienie.

## Druga Szlachetna Prawda o Przyczynie Cierpienia
Oto, mnisi, jest Szlachetna Prawda o Powstawaniu Cierpienia:
| Pragnienie, które tworzy dalsze stawanie się – któremu towarzyszy namiętność i zachwyt, znajdujące rozkosz to tu, to tam – pragnienie zmysłowej przyjemności, pragnienie stawania się, pragnienie niszczenia się. |

Przyczyny powstawania cierpienia opisane są w naukach o Dwunastu Ogniwach Współzależnego Powstawania.

## Trzecia Szlachetna Prawda o Ustaniu Cierpienia
Oto, mnisi, jest Szlachetna Prawda o Wygaśnięciu Cierpienia:
| [To] całkowite zaniknięcie i ustanie, wyrzeczenie się, zaniechanie, wyzwolenie, puszczenie pragnienia. |

Trzecia Szlachetna Prawda, która mówi o ustaniu cierpienia (dukkha nirodha, palijskie słowo nirodha dosłownie oznacza „nie rodzić”) jest konsekwencją drugiej prawdy – jeśli przyczyną cierpienia jest pożądanie, to sposobem na usunięcie cierpienia jest wykorzenienie (wyeliminowanie) pożądania.
Stan doskonałego spokoju, który osiągany jest dzięki usunięciu tego korzenia cierpienia, nazywany jest Nirwaną.

## Czwarta Szlachetna Prawda o Ścieżce Prowadzącej do Ustania Cierpienia
W Czwartej Szlachetnej Prawdzie Budda mówi w jaki sposób można dojść do stanu wolności od cierpienia. 
Oto, mnisi, jest Szlachetna Prawda o sposobie praktyki wiodącej do wygaśnięcia cierpienia:
| Dokładnie ta Szlachetna Ośmioaspektowa Ścieżka – właściwy pogląd, właściwe postanowienie, właściwa mowa, właściwe działanie, właściwy żywot, właściwe dążenie, właściwe skupienie, właściwa medytacja. |

Warto zauważyć nierozerwalny związek pomiędzy Czterema Szlachetnymi Prawdami i Szlachetną Ośmioraką Ścieżką.
Cztery Szlachetne Prawdy stanowią część doktrynalną nauk buddyjskich, podkreślającą właściwe rozumienie. Natomiast Szlachetna Ośmioraka Ścieżka jest częścią praktyczną, mówiącą o (szeroko pojmowanej) dyscyplinie.
Razem więc stanowią niepodzielną jedność: Dharma (Nauka) i Vinaya (pāli. dyscyplina).